# Coleophora nitidipennella
Coleophora nitidipennella é uma espécie de mariposa do gênero Coleophora pertencente à família Coleophoridae.